# Seča
Seča este o localitate din comuna Piran, Slovenia, cu o populație de 942 de locuitori.